# سفارة المغرب في واشنطن العاصمة
سفارة المغرب في الولايات المتحدة هي التمثيلية الرسمية وسفارة المغرب في الولايات المتحدة. تشغل حاليا جمالة العلوي منصب سفير المغرب لدى الولايات المتحدة.

## مقالات ذات صلة
- سفارة المغرب في لندن
- العلاقات الأمريكية المغربية